# Konditionstal
Konditionstal är inom numerisk analys ett mått på hur väl ett visst problem lämpar sig för numeriska beräkningar. Ett problem, exempelvis ett linjärt ekvationssystem {\displaystyle Ax=b\,\!}, kan vara olika känsligt för störningar i högerledet så att det orsakar en förändring i lösningen {\displaystyle x\,\!}.
Är konditionstalet för en matris till ett problem litet kallas det att matrisen är välkonditionerad, och problemet är lätt att lösa med god noggrannhet. Är konditionstalet istället stort är matrisen illa-konditionerad. Då är problemet känsligare för fel och därmed svårare att lösa med bra noggrannhet. Ett olösligt problem, till exempel att invertera en singulär matris, har oändligt stort konditionstal.

## Definition
Konditionstalet av en matris {\displaystyle A} kan definieras som
{\displaystyle \kappa (A)=\Vert A^{-1}\Vert \cdot \Vert A\Vert },
där {\displaystyle \Vert \cdot \Vert } är någon matrisnorm.
Om man också vill understyka vilken matrisnorm som används kan man t.ex. skriva
{\displaystyle \kappa (A)=\Vert A^{-1}\Vert _{\infty }\cdot \Vert A\Vert _{\infty }}
som då avser den oändliga matrisnormen, dvs maximala radsumman, av matrisen {\displaystyle A}.

## Härledning
För att härleda konditionstalet, betraktar vi först ett linjärt ekvationssystem {\displaystyle Ax=b\,\!} som här är ett exakt system med den exakta lösningen {\displaystyle x\,\!}. Om vi nu har en förändring {\displaystyle db\,\!} i högerledet, så kommer vi också att få en förändring {\displaystyle dx\,\!} i lösningen.
{\displaystyle A(x+dx)=b+db\,\!}, det vill säga {\displaystyle Ax+Adx=b+db\,\!}.
Eftersom {\displaystyle Ax=b\,\!} så är
{\displaystyle Adx=db\,\!}
vilket är ekvivalent med
{\displaystyle dx=A^{-1}db\,\!}
Nästa steg är att uppskatta det relativa felet {\displaystyle {\frac {\Vert dx\Vert }{\Vert x\Vert }}} för uttrycket.
Om man först tar normen av uttrycket så fås
{\displaystyle \Vert dx\Vert =\Vert A^{-1}db\Vert \leq \Vert A^{-1}\Vert \cdot \Vert db\Vert }
vilket är en uppskattning av det absoluta felet.
Om man på samma sätt också tar normen av {\displaystyle Ax=b\,\!} fås
{\displaystyle \Vert b\Vert =\Vert Ax\Vert \leq \Vert A\Vert \cdot \Vert x\Vert }

Av dessa uttryck följer att
{\displaystyle \Vert b\Vert \cdot \Vert dx\Vert \leq \Vert A\Vert \cdot \Vert x\Vert \cdot \Vert A^{-1}\Vert \cdot \Vert db\Vert }

och om man slutligen dividerar bägge leden med {\displaystyle \Vert x\Vert } och {\displaystyle \Vert b\Vert } får man
{\displaystyle {\frac {\Vert dx\Vert }{\Vert x\Vert }}\leq \Vert A\Vert \cdot \Vert A^{-1}\Vert \cdot {\frac {\Vert db\Vert }{\Vert b\Vert }}}
Här ser vi alltså att konditionstalet {\displaystyle \kappa (A)=\Vert A\Vert \cdot \Vert A^{-1}\Vert } är den skalfaktor som styr hur relativa felet i indata {\displaystyle b\,\!} påverkar det relativa felet i lösningen {\displaystyle x\,\!}. Med detta samband kan vi nu uppskatta en övre gräns för känsligheten hos ett linjärt ekvationssystem.
Vad är då det minsta värde som {\displaystyle \kappa (A)\,\!} kan anta? För ett ekvationssystem där det relativa felet för {\displaystyle x\,\!}är {\displaystyle 1={\frac {\Vert x\Vert }{\Vert x\Vert }}}, så följer
{\displaystyle {\frac {\Vert x\Vert }{\Vert x\Vert }}=\Vert E\Vert =\Vert A\cdot A^{-1}\Vert \leq \Vert A\Vert \cdot \Vert A^{-1}\Vert =\kappa (A)}, där {\displaystyle E\,\!} är enhetsmatrisen.
Alltså är {\displaystyle \kappa (A)\geq 1}
Också matrisen kan innehålla störningar. Uttrycket för att uppskatta känsligheten hos lösningen ser då ut såhär:
{\displaystyle {\frac {\Vert dx\Vert }{\Vert x\Vert }}\leq {\frac {\kappa (A)}{1-r}}{\Bigg (}{\frac {\Vert dA\Vert }{\Vert A\Vert }}+{\frac {\Vert db\Vert }{\Vert b\Vert }}{\Bigg )}} där {\displaystyle r=\Vert dA\Vert \cdot \Vert A^{-1}\Vert } och {\displaystyle r<1\,\!}

## Tillämpning

### Exempel
Vi vill bestämma en övre gräns för {\displaystyle {\frac {\Vert dx\Vert _{\infty }}{\Vert x\Vert _{\infty }}}} till ett givet ekvationssystem {\displaystyle Ax={\bar {b}}\,\!}, där
{\displaystyle A={\begin{pmatrix}0.6&0.25\\0.4&0.2\end{pmatrix}}},   {\displaystyle A^{-1}={\begin{pmatrix}10&-12.5\\-20&30\end{pmatrix}}}   och {\displaystyle {\bar {b}}={\begin{pmatrix}1.000\\0.400\end{pmatrix}}}.
Elementen i {\displaystyle {\bar {b}}\,\!} är givna med tre korrekta decimaler. Det innebär att vi har ett fel i {\displaystyle {\bar {b}}\,\!} som är {\displaystyle \leq 0.5\cdot 10^{-3}}, dvs {\displaystyle db={\begin{pmatrix}0.5\cdot 10^{-3}\\0.5\cdot 10^{-3}\end{pmatrix}}}
Vi ska alltså beräkna {\displaystyle {\frac {\Vert dx\Vert _{\infty }}{\Vert x\Vert _{\infty }}}\leq \kappa (A)_{\infty }\cdot {\frac {\Vert db\Vert _{\infty }}{\Vert b\Vert _{\infty }}}}.
Konditionstalet för {\displaystyle A} är
{\displaystyle \kappa (A)=\Vert A^{-1}\Vert _{\infty }\cdot \Vert A\Vert _{\infty }=0.85\cdot 50=42.5}.
Normen av {\displaystyle {\bar {b}}} är
{\displaystyle \Vert {\bar {b}}\Vert _{\infty }=\max(1,0.4)=1}.
Normen av {\displaystyle db\,\!} är
{\displaystyle \Vert db\Vert _{\infty }=0.5\cdot 10^{-3}}.
Gränsen för den relativa felet i lösningen blir då
{\displaystyle {\frac {\Vert dx\Vert _{\infty }}{\Vert x\Vert _{\infty }}}\leq 42.5\cdot {\frac {0.5\cdot 10^{-3}}{1}}\leq 0.022}